# Heckerlied
Het Heckerlied is een lied uit de Badense Revolutie van 1848/1849, vernoemd naar de revolutionair Friedrich Hecker. 

## Achtergrond
Hecker probeerde de revolutionairen in Baden te verzamelen om vanuit Konstanz het koninklijk paleis van Karlsruhe in te nemen en vervolgens de groothertogelijke regering af te zetten. Nadat deze opstand door Pruisische en Hessische troepen werd neergeslagen in de Slag om Scheideck op 20 april 1848, moest Hecker met de meeste rebellen naar Zwitserland vluchten. Hij keerde nooit meer terug naar Baden, maar emigreerde in plaats daarvan definitief naar de Verenigde Staten.

## Geschiedenis
Er zijn talloze verschillende versies van het nummer. De tekst van de volgende liedversie roept op drastische en gewelddadige wijze op tot vervanging van de bestaande heersers. In het refrein wordt vrijwel altijd vermeld dat zij opkomen voor een vrije Duitse republiek. Zowel de tekst als de melodie zijn gebaseerd op het studentenlied Die Freie Republik. Dit gaat over de ontsnapping van zes studenten in 1837 die in Frankfurt gevangen werden gezet na de mislukte zogenaamde Frankfurter Wachensturm van 1833.
Het lied maakte in de tweede helft van de 19e eeuw deel uit van de revolutionaire studentenliederen van die tijd. Begin 20e eeuw werd het gezien als een ruig, provocerend stuk in het repertoire van de door jongeren gevormde Wandervogel. Aan het einde van de Eerste Wereldoorlog ontstonden er bittere herschrijvingen die verwezen naar het doorzettingsvermogen van de Reichsregierung. In de loop van de Novemberrevolutie van 1918 verspreidden varianten zich onder revolutionairen en hun tegenstanders.
Een nationalistische variant, die zich later over heel Duitsland zou verspreiden, ontstond waarschijnlijk in maart 1921 onder Freikorpsen die meevochten tegen de opstand in Opper-Silezië. In de latere jaren van de Weimarrepubliek had de Sturmabteilung haar eigen versie. Met de machteloosheid van de SA en de veranderde binnenlandse politieke belangen van de nazi-leiding is deze variant van het Heckerlied zeldzamer geworden.

## Oorspronkelijke tekst in het Duits
1e couplet
Wenn die Leute fragen,

Lebt der Hecker noch?

Könnt ihr ihnen sagen:

Ja, er lebet noch.
Refrein
Er hängt an keinem Baume,

Er hängt an keinem Strick.

Er hängt nur an dem Traume

Der deutschen Republik.
Couplet 2
Fürstenblut muß fließen

Knüppelhageldick,

Und daraus ersprießen

Die freie Republik.

Ja, dreiunddreißig Jahre

Währt die Knechtschaft schon

Nieder mit den Hunden

Von der Reaktion!
Couplet 3
Schmiert die Guillotine

Mit Tyrannenfett!

Schmeißt die Konkubine

Aus des Fürsten Bett!

Ja, dreiunddreißig Jahre

Währt die Knechtschaft schon

Nieder mit den Hunden

Von der Reaktion!
- MusicBrainz work: f47ff3ea-c622-468a-862b-58778976ae2b